# Czeczeni
Czeczeni (nazwa własna Noxçiy, l.poj. Noxçuo) – naród kaukaski, zamieszkujący głównie Czeczenię, wchodzącą w skład Federacji Rosyjskiej. Poza granicami Czeczenii duże skupiska Czeczenów zamieszkują także Dagestan. Tworzą także duże ośrodki emigracji, wywołanej wojnami czeczeńskimi: szczególnie w miastach Federacji Rosyjskiej (przede wszystkim Moskwa), także m.in. w Turcji i Unii Europejskiej (największe skupisko w Austrii). Na terenie Gruzji zamieszkują Kistowie, gruzińscy Czeczeni, tworzący własną wspólnotę, uznawaną czasami za odrębny naród.
Szacunki faktycznej liczby Czeczenów są bardzo rozbieżne i mówią o liczbie w przedziale 1,5 do 2 mln (wliczając w to emigrację do krajów bliskowschodnich, której przedstawiciele niejednokrotnie mają już bardzo słabą świadomość swego pochodzenia).
Czeczeni wyznają głównie islam sunnicki szkoły hanafickiej, z dużymi wpływami sufizmu. Ponieważ w głównej masie przyjęli islam stosunkowo późno (XVII w./XVIII w.), do dziś zachowało się wśród nich wiele pogańskich i chrześcijańskich naleciałości, które widoczne są np. w lokalnych kultach św. Jerzego. Śladem chrześcijaństwa w Czeczenii są także pozostałości średniowiecznych świątyń chrześcijańskich.
Czeczeni posługują się językiem czeczeńskim, należącym do północno-wschodniej grupy języków kaukaskich, blisko spokrewnionym z językiem inguskim.
Czeczeni zachowali świadomość bliskiego pokrewieństwa z sąsiednimi Inguszami, wraz z nimi nazywają siebie Wajnachami. Istnieje teoria mówiąca o ich pochodzeniu od starożytnych Hurytów.